# Latillé

Latillé este o comună în departamentul Vienne, Franța. În 2009 avea o populație de 1,435 de locuitori.